# Apprendimento cooperativo
L'apprendimento cooperativo (AC) è una modalità di apprendimento che si basa sull'interazione all'interno di un gruppo di allievi che collaborano, al fine  di raggiungere un obiettivo comune, attraverso un lavoro di approfondimento e di apprendimento che porterà alla costruzione di nuova conoscenza.
L'apprendimento cooperativo è quindi una nuova visione pedagogica e didattica che utilizza il coinvolgimento emotivo e cognitivo del gruppo come strumento di apprendimento ed alternativa alla tradizionale lezione accademica frontale. Questa espressione, quindi, fa riferimento ad un insieme di principi, tecniche e metodi di conduzione della classe in base ai quali gli alunni affrontano lo studio disciplinare interagendo in piccoli gruppi, in modo collaborativo, responsabile, solidale e ricevendo valutazioni sulla base dei risultati ottenuti individualmente ed in gruppo.
Nell'AC l'apporto di ogni singolo studente permette di costituire una visione complessiva dell'oggetto di ricerca ed unitamente all'interazione consente  di  creare e d'innescare il senso di appartenenza, trasformando “l'io-individualista”  in “noi-gruppo“ dando così, agli allievi, l'opportunità di affrontare insieme innumerevoli problematiche  legate all'educazione,  alla valorizzazione, all'apprendimento  ed  alla motivazione che, durante la normale lezione, molto spesso risultano essere un ostacolo al regolare svolgimento dell'attività. Per le sue valenze numerose istituzioni dell'educazione formale inseriscono percorsi di apprendimento cooperativo all'interno del proprio progetto educativo.
Secondo alcuni autori, nella cooperazione ciascun componente del gruppo esegue un compito specifico, mentre nella collaborazione ognuno lavora su tutte le parti del compito complessivo.
La cooperazione è una situazione in cui gli attori con ruoli e funzioni, meglio definiti rispetto alla collaborazione, lavorano per uno stesso obiettivo; per esempio, costruire un testo a più mani.

In generale, in rete le attività propriamente cooperative risultano più difficili di quelle collaborative poiché richiedono decisioni già assunte (ad esempio la scelta del tema del progetto, individuazione di un coordinatore, ecc.), definizione dei ruoli e strumenti tecnologici più strutturati: aspetti che, per essere decisi totalmente in rete, comportano un notevole numero di interazioni.

## Storia
L'AC deve le sue origini, verso la fine del Settecento, al sistema di mutuo insegnamento attuato dall'educatore inglese Andrew Bell e ripreso qualche anno dopo dal suo conterraneo Joseph Lancaster. Dagli inizi dell'Ottocento questo sistema prende piede in alcuni paesi europei quali la Gran Bretagna, la Francia, la Spagna, e, grazie a Federico Confalonieri, anche in Italia. Il sistema di mutuo insegnamento viene definito, nel 1820, dal pedagogo svizzero Grégoire Girard, quale metodo Bell-Lancaster ed identificato come "l'esatta divisione della scuola in più classi;…e lavoro simultaneo di tutte le classi, nello stesso locale e negli stessi momenti".
Il sistema di mutuo insegnamento giunge quindi anche oltre oceano negli U.S.A. dove, dal 1900, si sviluppa e amplia i propri orizzonti trasformandosi in Apprendimento Cooperativo grazie a due correnti di pensiero condotte dal pedagogista John Dewey e dallo psicologo Lewin i quali concordano sulla necessità, la rilevanza ed il valore dell'interazione e della cooperazione nell'ambito scolastico. Ad essi si uniscono anche i pensieri e gli studi svolti dallo psicologo e pedagogista svizzero Jean Piaget, e dallo psicologo russo Lev Vygotskij. Dagli anni sessanta molti altri pedagogisti, psicologi e filosofi approfondiscono ed effettuano studi per sviluppare l'apprendimento cooperativo ritenuto oramai elemento essenziale, non solo all'interno del sistema scolastico, ma anche all'interno di tutto il nostro sistema di interazione sociale.
Sorgono così centri in tutto il mondo che lentamente, grazie a ricerche, teorie e studi approfonditi, si sono trasformati in veri punti di eccellenza e di riferimento dell'apprendimento cooperativo:
- negli U.S.A. con i fratelli David e Roger Johnson, Robert E. Slavin, Elliot Aronson, Spencer Kagan;
- in Israele con Shlomo Sharan;
- in Inghilterra con Helen Cowie e Jean Rudduck;
- in Italia con Mario Comoglio, docente all'Università salesiana di Roma, il quale sostiene, dopo diversi studi, effettuati anche negli USA, che l'apprendimento cooperativo è il nuovo modo di “fare scuola”.
- in Italia il professor Giorgio Chiari si occupa da molti anni di Cooperative Learning e ha pubblicato diversi libri sull’argomento

## Teorie di riferimento
L'AC fonda le sue radici procedurali nello sviluppo di alcune teorie:
Teoria dei Climi di Kurt Lewin in cui si sostiene che all'interno di un gruppo si creano delle relazioni, delle interdipendenze  tramite le quali i soggetti  agiscono. In base alla sensazione avvertita da ogni singolo individuo all'interno dell'ambiente di gruppo, si attiva una reazione che può essere vissuta come momento  di apprendimento, di crescita, di mutamento. Tutto  dipende e ruota attorno al rapporto fra dinamiche, interpretazioni e bisogni del gruppo. Viene ad  instaurarsi così un'atmosfera sociale in grado di modificare il comportamento dei membri qualora si attivi, negli stessi, la sensazione di  condividere  lo stesso “destino”; si attua, pertanto, un arricchimento derivato dall'assumere un atteggiamento “democrative” ottenuto dal rapporto democratico fra i componenti,  dall'utilizzo e dal rispetto delle normative e discipline sociali, unitamente alle regole dettate dal gruppo.
Teoria del Contatto di Gordon Allport secondo cui si attivano delle relazioni positive grazie alle interazioni fra i componenti del gruppo.
Teoria dell'Apprendimento Centrato sulla Persona di Rogers dove empatia, accettazione non giudicante e congruenza permettono di “mettersi nei panni dell'altro” , di accettarlo, anche con valori e comportamenti  diversi dai nostri, ma senza mai  dimenticare di essere sempre e comunque noi stessi anche quando stiamo con gli altri.
Teoria di Lev Vygotskij relativa alla Zona di sviluppo prossimale. Questa teoria, può essere contestualizzata a diverse forme di organizzazione dei soggetti, dalla scuola per i bambini, al gruppo di lavoro. L'autore non considera l'apprendimento come un'attività individuale, ma lo considera possibile solo grazie all'interazione e il confronto con altri. Il pensiero di Vygotskij si discosta dall'approccio Piagetiano il quale riteneva che lo sviluppo cognitivo del bambino, dovesse attraversare diversi stadi per maturare e formare le proprie conoscenze.
Teorie del Costruttivismo Sociale: si costruisce nuova conoscenza e si apprende in modo sociale a partire dalle conoscenze già possedute da ciascuno nel gruppo, attraverso un'osservazione ragionata di eventi e una rielaborazione comune. Costruzione di nuova conoscenza come processo dinamico aperto alla competizione intellettuale.
Teorie Motivazionali dove l'interazione e l'interdipendenza  fra soggetti determinano dei risultati positivi e delle conclusioni superiori rispetto a quelle ottenute dal singolo individuo, tutto questo grazie alla correlazione di diversi aspetti quali gli obiettivi scolastici, la motivazione ad apprendere ed i  processi interpersonali.  Incontro, scambio e relazione con gli altri, sono elementi altamente motivanti per un soggetto perché permettono di ampliare e valorizzare la conoscenza di sé stessi, delle proprie capacità e di conseguenza di accrescere il desiderio di apprendimento ricavandone un'enorme gratificazione. Il soggetto è in simbiosi con il suo gruppo, ogni suo esito positivo determina un successo anche per il team quindi egli confida che anche i compagni facciano altrettanto, che si impegnino cercando di dare il massimo. Si innesca così l'atteggiamento “protosociale” successivamente generalizzato anche nei confronti di tutti i componenti del gruppo. Con l'AC viene  soddisfatto il  bisogno di stare con gli altri grazie ad un comportamento intrinsecamente motivato cioè interiorizzato perché vissuto come importante e significativo.  Viene inoltre soddisfatto anche un bisogno individuale che vede, quale unico mezzo per raggiungere l'obiettivo,  il proprio  gruppo.  Il team è il mezzo per conseguire il successo, quindi per ricevere un riconoscimento sociale derivato dall'applicazione, dall'impegno, dal sacrificio di ogni singolo individuo. Il totale degli elementi, vale più della somma delle singole parti ed è per questo che i membri del gruppo cercano di aiutarsi e di incoraggiarsi: vince uno, vincono tutti.
La metodologia cooperativa è stata efficacemente sintetizzata con l’espressione “affondiamo o nuotiamo insieme” (Johnson & Johnson). Anche se certamente non esaustiva, questa espressione traccia alcuni aspetti fondamentali del lavoro cooperativo a scuola e ci può aiutare anche a comprendere come mai oggi si ritiene che una didattica di questo tipo sia particolarmente efficace anche in classi complesse e difficili, multilivello e con alunni con BES (Bisogni Educativi Speciali).

## Elementi costitutivi dell'AC

### Interdipendenza positiva
Consiste nella consapevolezza, da parte dei componenti del gruppo, di essere legati reciprocamente da una dipendenza relazionale che risulta essere direttamente proporzionale al grado di coinvolgimento sentimentale e di utilità che lega gli uni agli altri. Nell'AC infatti l'attenzione a quest'elemento è fondamentale, gli appartenenti al gruppo hanno la percezione di essere collegati in maniera positiva in modo che il singolo non possa raggiungere i propri obiettivi senza il gruppo e viceversa.
La coesione dei componenti, inoltre, diviene più solida, più autentica e quindi ottimale quando il gruppo stesso ha la possibilità di scegliere l'adesione dei propri membri. I fratelli David Johnson, Roger Johnson ed Edythe Johnson Holubec (considerati i pionieri del cooperative learning, università del Minnesota) ritengono l'interdipendenza positiva come il cuore dell'apprendimento cooperativo. Ciò che essa determina è la consapevolezza in ciascuno di essere parte fondamentale e indispensabile per il gruppo, con effetti positivi in termini di motivazione, impegno e nelle relazioni interpersonali.
Vi sono alcuni aspetti, comunque, che possono condizionare negativamente l'interdipendenza positiva e che si traducono in responsabilità e valutazione. Il singolo individuo è responsabile del proprio lavoro, necessario per raggiungere lo scopo comunitario prefissato, ma si sente ugualmente responsabile del compito svolto dai suoi compagni di gruppo, a maggior ragione se questi ultimi hanno ottenuto un esito negativo. Tutto questo viene infatti da lui vissuto come una sconfitta, una “punizione” o una “ingiustizia” .
Possiamo distinguere infine due diversi tipi di interdipendenza positiva:
- I.P. Oggettiva che si attua quando la difficoltà del compito comporta obbligatoriamente l'aggregazione in gruppo per poter conseguire l'obiettivo, che risulterebbe altrimenti impossibile per le singole capacità dei componenti.
- I.P. Soggettiva che si rileva quando i membri del gruppo avvertono e sono coscienti del reciproco legame che li unisce e che coordina i loro rispettivi sforzi nel raggiungere lo scopo.

### Responsabilità individuale e di gruppo
L'Apprendimento Cooperativo rappresenta un ambiente che favorisce l'autorealizzazione di ciascuno. La crescita di ogni singolo soggetto rappresenta la crescita del gruppo a cui appartiene. È importante incoraggiare la cooperazione tra i soggetti, occorre cercare di stimolare il loro interesse affinché la loro partecipazione risulti un favorevole contributo per l'intero gruppo. Ne consegue che i soggetti si arricchiscono dell'apporto di ognuno, rielaborano pensieri e riflessioni, valorizzano le proprie capacità attuali e potenziali. Subentra quindi un senso di responsabilità verso l'altro e verso il gruppo, data dalla percezione di appartenere ad una “comunità che apprende”. La spinta motivazionale per conseguire l'obbiettivo preposto ha a sua volta la potenzialità di migliorare le performance individuali.
Nel cooperative learning l'importanza dell'interazione faccia a faccia non deve essere sottovalutata, essa infatti permette d'instaurare una sincera ed empatica relazione con l'altro, favorendo l'apprendimento. Attraverso le espressioni mimiche del volto è infatti possibile percepire le emozioni dell'altro e attraverso la relazione personale si consente l'apprendimento.

### Interazione simultanea e costruttiva
Fondamentale per la riuscita nell'apprendimento è la partecipazione, idea supportata anche da Kagan che ritiene che la partecipazione sia una componente fondamentale nel processo di apprendimento. A fondamento di tale convinzione si pone il presupposto di avere bisogno degli altri per poter raggiungere scopi, il cui conseguimento si dimostrerebbe impossibile operando individualmente. Pertanto, i rapporti che contraddistinguono i componenti del gruppo sono improntati alla fiducia e all'impegno comune. Come afferma M.Comoglio l'interazione promuove la conoscenza reciproca come persone, al fine di operare per il bene comune. Precondizione per il successo  dell'apprendimento è la partecipazione equa, cioè l'interazione simultanea di una percentuale significativa dei componenti del gruppo o comunità che è attiva in un dato momento.

### Partecipazione equa
La partecipazione equa è un aspetto fondamentale nell'apprendimento, è una parte integrante di questo processo, è una componente necessaria. Gli studenti possono imparare interagendo con i loro compagni e con il contenuto del lavoro. Perché l'apprendimento abbia successo, la partecipazione deve essere strutturata in modo tale da garantire l'equità poiché questa non si crea spontaneamente. Non è sufficiente garantire la simultaneità ovvero l'essere attivi nello stesso momento, occorre che la partecipazione sia uguale.
Generalmente viene garantita attraverso due aspetti.
- Il primo consiste nell'assegnazione di turni; stabilisce come e quando gli studenti devono partecipare all'attività, definendo delle norme.
- Il secondo è la divisione del lavoro che rende ogni studente responsabile di una parte del compito. In questo modo i partecipanti diventano realmente responsabili verso i loro partner e rendono in questo modo la partecipazione equa.

### Abilità sociali
Le abilità sociali sono uno degli elementi essenziali dell'Apprendimento Cooperativo e consistono nei vari comportamenti che una persona manifesta e adotta nelle relazioni interpersonali. Ogni componente del gruppo deve quindi imparare ad apprendere e sviluppare queste abilità se vuole ottenere e vivere un clima di collaborazione e cooperazione. La qualità dei risultati e la mole di lavoro svolto dal gruppo sono direttamente proporzionali al feeling, alla fiducia, alla comunicazione che si instaurano fra i membri, insieme alla loro capacità di risolvere i conflitti, sostenendosi ed accettandosi reciprocamente.
Queste caratteristiche non sono comunque innate ma vanno acquisite grazie all'insegnamento e all'educare alla relazione, quindi grazie alla comunicazione intesa come ricerca del dialogo efficace per l'incontro con l'altro. I membri del gruppo infatti, durante l'apprendimento cooperativo, vivono situazioni ed emozioni diverse, compresi i conflitti, rivestono ruoli inusuali, che a volte esulano dal loro abituale comportamento quindi vanno aiutati a realizzare un clima di fiducia e allenati a sviluppare le loro abilità interpersonali.
I fratelli Johnson suddividono tali capacità in quattro fasce distinte:
- abilità che permettono al gruppo di esistere e di sussistere grazie alla capacità comunicativa ed alla destrezza nel risolvere i conflitti quindi il conoscersi e il fidarsi degli altri rispettando le idee e la dignità altrui;
- abilità che sostengono i gruppi nello svolgimento del compito e nella realizzazione di una leadership;
- abilità per le capacità di apprendimento che permettono di comprendere il materiale fornito;
- abilità quali stimoli di riflessione e di ricerca nell'approfondimento delle proprie capacità e nelle capacità dei compagni di gruppo.

### Valutazione
L'efficacia dell'apprendimento cooperativo non si limita ad arricchire un soggetto di molteplici nozioni, ma rappresenta per le persone in questione una crescita personale. Gli individui crescono insieme tra le sfide che attraversano durante il percorso formativo. I risultati di un apprendimento cooperativo, non si possono limitare ad una valutazione quantitativa, utilizzando interrogazioni orali o verifiche scritte, questo risulterebbe insufficiente per la complessità che appartiene a questo evento formativo sia a livello individuale che di gruppo.
Occorre aggiungere una metodologia qualitativa considerando possibili diverse variabili formative per la valutazione:
- riflessioni metacognitive
- questionari di autovalutazione individuale e collettiva
- valutazione del metodo di studio
- rilevanza dell'incidenza dell'autostima sull'apprendimento
- schede di valutazione della motivazione
- questionari sulla comunicazione
- questionari sul clima e sulla collaborazione di gruppo

Senza trascurare queste variabili, si ha la possibilità di valutare integralmente l'apprendimento cooperativo.
La valutazione viene rappresentata in un orizzonte più ampio, distante dal riduttivo metodo di giudizio della scuola tradizionale.

## Elementi che incidono sull'AC

### Comunicazione
La comunicazione in un gruppo è il frutto di una costruzione continua e progressiva, un aspetto che va realizzato come punto di partenza. Innanzitutto, all'interno di un gruppo è fondamentale essere predisposti all'ascolto e svilupparlo, è necessario anche farsi comprendere e questo richiede capacità di esprimersi, pazienza ed abilità a creare un feedback costante.
Comunicazione e relazione comunicativa sono due caratteristiche fondamentali dell'interdipendenza positiva che si stabilisce tra i membri di un gruppo per raggiungere un obiettivo. Nell'interazione comunicativa si svolgono sempre due percorsi complementari che consistono in saper inviare messaggi e saperli ricevere.
Vi sono dei fattori che implicano le competenze necessarie per un comportamento comunicativo efficace, sia sul versante espressivo che su quello ricettivo.
Sono tre i livelli da considerare:
- livello psicologico
- livello di credibilità (contenuto delle informazioni)
- livello di pragmatica comunicativa

In termini pedagogici il gruppo potrebbe diventare luogo di educabilità alla comunicazione ed in particolare alla comunicazione efficace.

### Leadership
Deriva dall'inglese “Lead” e trova il suo significato nella radice “laedare” cioè “guidare delle persone lungo un viaggio”. Infatti il leader deve condurre il suo gruppo all'obiettivo attivandone i membri e orientandoli efficacemente perché sappiano usare al meglio le loro capacità e perché riescano, grazie alla sua influenza, a mantenere viva un'ottima e costante relazione. Da questo possiamo desumere che la leadership si può attuare in due diverse modalità: una legata al compito da assegnare ed una legata al clima relazionale. Il leader, per essere tale e per realizzare l'obiettivo prefissato, deve innanzitutto conoscere se stesso ed ovviamente anche il gruppo con cui lavora, deve infatti attivare una “leadership situazionale” in base alle caratteristiche dei componenti con cui periodicamente si trova ad operare. La leadership è un processo che richiede abilità e molta pratica, ma quando si è appresa, può essere utilizzata in numerose situazioni e sfruttata durante tutto l'arco della nostra esistenza.

## Tipi di AC
Formale
Johnson e colleghi hanno rifinito la tecnica precedente. Essi suggeriscono di usare gruppi eterogenei da 2 a 6 componenti, che condividono le risorse e si aiutano reciprocamente. La forma dell'interazione del gruppo è decisa dall'insegnante
Informale
in genere si crea all'interno di una singola lezione e si utilizza per cercare di stimolare la curiosità dei ragazzi attivando un processo cognitivo che permetta loro di creare una condizione utile e favorevole all'apprendimento ed allo sviluppo degli argomenti che verranno immediatamente ampliati ed approfonditi durante la lezione stessa.
Non Formale
è costituito da soggetti che presentano caratteristiche e peculiarità diverse ma, considerato il perdurare della loro collaborazione, almeno un anno, permettono la creazione di legami intensi e significativi all'insegna dell'assistenza sostenibile, del collaborativo incoraggiamento, dell'avvalorabile sostegno e del fattivo ed indispensabile aiuto.

## Modelli di AC
I modelli di Apprendimento Cooperativo sono molti, i più diffusi sono:
- Random: nel quale si suddivide la classe in gruppi, in rapporto al numero degli alunni (es. 25 alunni = 5 gruppi). Successivamente verranno assegnati casualmente dei compiti e, in base all'argomento da trattare, gli alunni sceglieranno o cercheranno di individuare i compagni che hanno optato la medesima preferenza;
- Learning Together/Circles Of Learning di Johnson & Johnson, 1975, 1984
- Jigsaw di Aronson, 1978: permette di responsabilizzare parzialmente ed interessare attivamente gli alunni ad un particolare tema stabilito a priori dal docente. Gli studenti vengono suddivisi in gruppi eterogenei e, grazie ad una procedura articolata in 10 fasi, ogni studente deve imparare una parte dell'argomento, che può inizialmente confrontare con un gruppo di discussione parallelo, cioè che possiede le sue stesse informazioni, ma che, in un secondo momento, dovrà comunque provvedere ad esporre al proprio gruppo, cercando di rendere interessante e dinamico l'assunto. L'argomento generale quindi potrà e dovrà essere compreso e discusso solo grazie alle parziali informazioni di ogni singolo componente. Al termine del lavoro svolto in gruppo, quale verifica di comprensione, verrà somministrato un test individuale sull'intero argomento. I partecipanti al “gruppo eterogeneo Jigsaw” godono del sostegno e del supporto delle informazioni ricevute da ogni singolo componente, infatti tutti i concetti sono utili per completare il puzzle di nozioni necessarie a redigere il test individuale finale, fornendo così al docente garanzia di apprendimento e comprensione, da parte di tutto il gruppo, di quello che risulta essere l'argomento oggetto di questione. Si attua così una procedura di scaffolding dove i singoli membri acquisiscono competenza, fino a diventare autonomi grazie all'apporto delle conoscenze ed al sostegno di tutti gli altri membri del gruppo.
- Groups Of Four di Burns, 1981
- Co-Op Co-Op di Kagan, 1985
- Group Investigation / Small Group Teaching di Hertz- Lazarowitz, 1980
- Student Team Learning di Slavin, 1978, 1986
- Controversia: consiste nella divisione in gruppi di quattro persone dove viene trattato un argomento già conosciuto dai componenti, i quali si suddividono ulteriormente in 2 sottogruppi esaminandone l'uno gli aspetti positivi, le ragioni, l'altro gli aspetti opposti e relativi alla tesi da illustrare. La ricerca si conclude con l'esposizione, il confronto e la discussione delle informazioni e la stesura dell'argomentazione generale, unitamente ad una prova di valutazione.
- Classi aperte: consistono nel coinvolgimento, più o meno assiduo, di alunni provenienti da classi diverse parallele o verticali. Queste favoriscono l'inclusione e movimentano la vita scolastica al fine di contrastare la demotivazione e lo scarso impegno nello studio degli studenti e favorire invece il successo scolastico e l'apprendimento. I punti di forza di questo tipo di apprendimento riguardano la possibilità di relazionarsi con adulti e pari di altre classi, di confrontarsi con altre varietà linguistiche e comportamentali, il superamento dell'individualismo e dell'isolamento e la coesione tra studenti in difficoltà. I punti deboli invece riguardano i tempi di attuazione,la difficoltà di effettuare e valutare attraverso prove oggettive e la cooperazione tra docenti e queste difficoltà sono dovute ad esempio alla demotivazione di studenti o insegnanti, al diverso stile di lavoro tra docenti e ai diversi libri di testo adottati nelle  classi. Questa strategia però non comporta la definitiva abolizione delle classi per tutte le attività e nemmeno la formazione di un nuovo raggruppamento degli alunni in classi diverse da quelle di provenienza.